# Raffaello Delogu
Raffaello Delogu (Siracusa, 3 settembre 1909 – Roma, 6 gennaio 1971) è stato uno storico dell'arte, storico dell'architettura, critico d'arte e dirigente pubblico italiano.

## Biografia
Si laureò in Giurisprudenza a Cagliari nel 1931 ed in Lettere nel 1933. Insegnò per oltre un ventennio storia dell'arte nei regi licei e nelle Facoltà di Magistero e di Lettere dell'Università degli Studi di Cagliari.
Nel 1939 assunse l'incarico di Soprintendente ai Monumenti e delle Antichità della Sardegna. 
Nel 1952 fu nominato Soprintendente a L'Aquila e nel 1958 fu chiamato alla Soprintendenza dei monumenti della Sicilia. Nel 1965 fu incaricato presso il Ministero della Pubblica Istruzione a Roma di sovrintendere alle pubblicazioni storico-artistiche del ministero.

## L'architettura del Medioevo in Sardegna
L'architettura del Medioevo in Sardegna, sua opera principale, è stata pubblicata nel 1953. Il testo rappresenta una tappa fondamentale della storiografia architettonica, in particolar modo dell'architettura romanica, della Sardegna.
Il testo segue l'evolversi dell'intero corso storico a partire dai monumenti tardoantichi e bizantini fino a quelli protoromanici e romanici incluse le prime manifestazioni della cultura gotica, quest'ultima di estrazione italiana escludendo la più tarda catalana in Sardegna.

## Onorificenze
Risale al 1953 l'anno della pubblicazione della sua opera più importante L'Architettura del Medioevo in Sardegna, con la quale su proposta unanime di una commissione composta fra gli altri da Giulio Carlo Argan, Roberto Pane, Bruno Zevi e Carlo Ludovico Ragghianti gli fu conferito a Venezia il Premio Nazionale Olivetti 1956 per la critica. Dopo la sua morte, avvenuta nel 1971, gli venne attribuita, alla memoria, la medaglia d'oro della Repubblica Italiana quale benemerito della cultura e dell'arte.

## Opere[4]
- R. Delogu, "Architettura pisana fuori Pisa: le chiese romaniche di Sardegna", in Arte Cristiana, XVII, 4, 1929.
- R. Delogu,"Il pittore Antonio Ballero", in Mediterranea, 1, 1932.
- R. Delogu,"La situazione storica del gusto contemporanea", in Mediterranea, 1, 1933.
- R. Delogu,"La cattolicità della pittura contemporanea", in Mediterranea, 2, 1933.
- R. Delogu,"Composizione, invenzione, anatomia", in Mediterranea, 4, 1933.
- R. Delogu,"Contributo alla storia degli Argentieri Sardi del Rinascimento", in Mediterranea, 5, 1933.
- R. Delogu,"Sardegna", in Mediterranea, 5, 1933.
- R. Delogu,"Primizie del Sei e Settecento pittorico in Sardegna: Ruoppolo zio e nipote", in Mediterranea, 8-9-10, 1933.
- R. Delogu,"La xilografia moderna e un suo maestro: Luigi Servolini", Milano, Ettore Bartolozzi, 1933.
- R. Delogu, "Mostra retrospettiva dell'Ottocento italiano", Cagliari, Società Editrice Italiana, 1934.
- R. Delogu, A. Taramelli, "Il Real Museo Nazionale e la Pinacoteca di Cagliari", Roma, Libreria delle Stato, 1936, "Itinerari dei Musei e Monumenti d'Italia", 54.
- R. Delogu, "Catalogo della Mostra dell'antica oreficeria sarda", Cagliari, 1937.
- R. Delogu, "Michele Cavaro", in "Studi Sardi", III, 1937.
- R. Delogu, "Primi studi sulla storia della scultura del Rinascimento in Sardegna", in "Archivio Storico Sardo", XXII, 1941.
- R. Delogu, "Primitivi spagnoli nella Pinacoteca di Cagliari", in "Le Vie d'Italia", XLVII, II, 1941.
- R. Delogu, "Il Maestro di Olzai e le origini della scuola di Stampace", in "Studi Sardi", VI, 1945.
- R. Delogu, "Pittori veneziani a Sassari", in "Convegno", I, Aprile 1946.
- R. Delogu, "La cattedrale di Alghero e le chiese gotico-aragonesi della Sardegna", in "Convegno", I, Settembre 1946.
- R. Delogu, "Profilo di Giovanni Marghinotti", in "Studi Sardi", VII, 1947.
- R. Delogu, "Antichi marchi degli argentieri sardi", in "Studi Sardi", VII, 1947
- R. Delogu, "Contributo a Giovanni Figuera", in "Belle Arti", I, 5-6, 1948.
- R. Delogu, "La pittura in Sardegna nei secoli XV e XVI", in "Atti del I Congresso Internazionale di Studi Sardi", Cagliari, 1948.
- R. Delogu, "Aspetti e fasi dell'architettura romanica e gotica in Sardegna", in "Atti del I Congresso Internazionale di Studi Sardi", Cagliari, 1948.
- R. Delogu, "Architetture cistercensi della Sardegna", in "Studi Sardi", VIII, 1948.
- R. Delogu, "Studi e memorie sulla storia dell'architettura gotica in Sardegna", in "Studi Sardi", IX, 1950.
- R. Delogu, "La Sardegna romanica", in "Il Ponte", VII, 9-10, Firenze.
- R. Delogu, "Lineamenti di storia artistica in Sardegna", in "Guida del T.C.I.", Milano, 1952, (2ª Ed., 1967).
- R. Delogu, "Vicende e restauri della Basilica di San Saturno in Cagliari", in "Studi Sardi", XII-XIII, 1952-54.
- R. Delogu, L 'Architettura del Medioevo in Sardegna, Roma, 1953.
- R. Delogu, "La chiesa di San Pietro di Alba Fucense e l'architettura romanica in Abruzzo", in "Alba Fucens", II, Roma-Bruxelles, Academia Belgica", 1969.
- R. Delogu, "Risorta ad Alba Fucense la Basilica di San Pietro", in "Le Vie d'Italia", XLIV, Agosto, 1958.
- R. Delogu, "La Galleria Nazionale della Sicilia", in "Itinerari dei Musei, Gallerie e Monumenti d'Italia", 105, Roma, Libreria delle Stato, 1962.
- R. Delogu, "La leggendaria città dalle cinquecento moschee; Le grandi pagine di Monreale; La fabbrica della Cattedrale", in "Tuttitalia - Sicilia", I, 1962.
- R. Delogu, "Polidoro ritrovato", in "Cronache di archeologia e storia dell'arte", 2, 1963.
- R. Delogu, "Mostra degli affreschi restaurati del Gran Priorato di Sant'Andrea di Piazza Armerina", Palermo, 1963.
- R. Delogu, "Cultura toscana e barcellonese", in "Tuttitalia - Sardegna", Milano, 1963.
- R. Delogu, "Pistoia e la Sardegna nell'architettura romanica" in "Il romanico pistoiese nei suoi rapporti con l'arte romanica d'Occidente", Pistoia, 1964.
- R. Delogu, "Metodo, meriti e limiti nell'architettura medioevale della Sardegna", in "Atti del XXIII Congresso Internazionale di Storia dell'Architettura: Sardegna - Cagliari - Sassari 1963", Roma, 1966.
- R. Delogu, "Museo pepoli a Trapani; Museo Diocesano ad Agrigento", in "L'architettura", XXII, 130, 1966.
- R. Delogu, "Mostra di disegni, incisioni e pastelli di F. P. Michetti", Francavilla al Mare, 1966.
- R. Delogu, "Il problema della catalogazione", in "Musei e gallerie d'Italia", XII, 32, 1967.
- R. Delogu, "La reggia dei Normanni e la Cappella Palatina", in "I Tesori", Firenze, Sadea - Sansoni, 1969.